# Le Mesnil-Aubry
Le Mesnil-Aubry est une commune française du Val-d'Oise située dans le Pays de France, à environ 20 km au nord de Paris. Ses habitants sont les Mesnilois(es).
Ce village-rue a conservé des maisons anciennes autour de l'église Notre-Dame, flanquée d'un imposant clocher.

## Géographie

### Description
Le Mesnil-Aubry est un village-rue situé sur la route Paris-Chantilly, au cœur de la Plaine de France.
La commune est limitrophe d'Écouen, Ézanville, Attainville, Villiers-le-Sec, Mareil-en-France, Fontenay-en-Parisis et Le Plessis-Gassot.

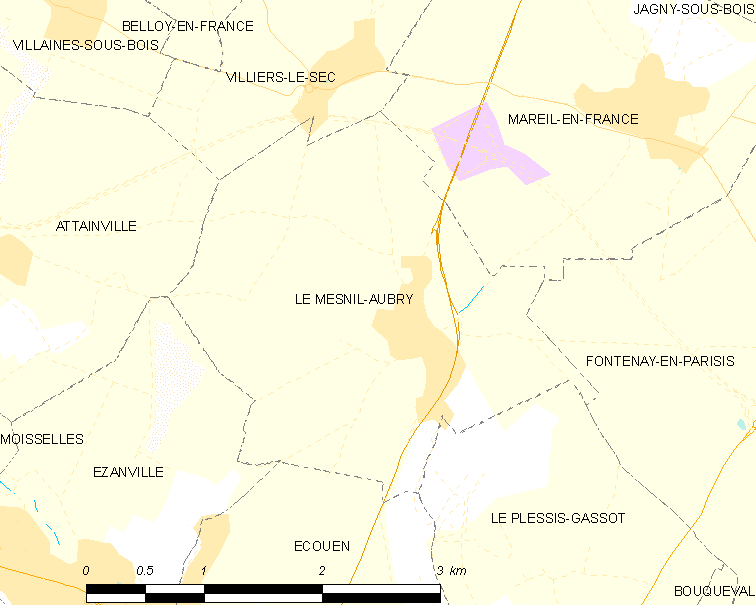
Carte de la commune.
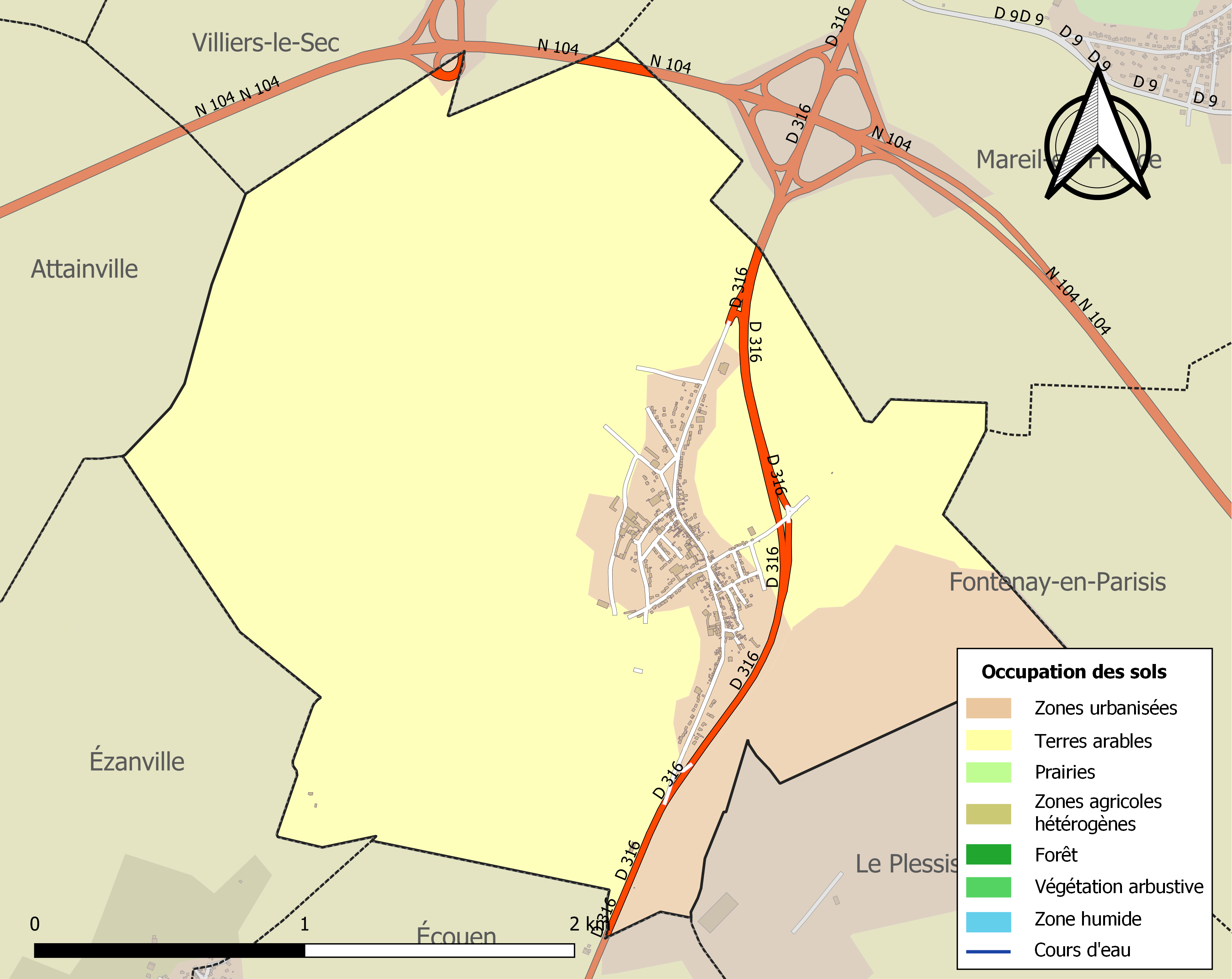
Occupation des sols.

### Communes limitrophes
| Villiers-le-Sec |                 | Mareil-en-France    |
| Attainville     | du Mesnil-Aubry | Fontenay-en-Parisis |
| Ézanville       | Écouen          | Le Plessis-Gassot   |

### Climat
Pour des articles plus généraux, voir Climat de l'Île-de-France et Climat du Val-d'Oise.
En 2010, le climat de la commune est de type climat océanique dégradé des plaines du Centre et du Nord, selon une étude du CNRS s'appuyant sur une série de données couvrant la période 1971-2000. En 2020, Météo-France publie une typologie des climats de la France métropolitaine dans laquelle la commune est dans une zone de transition entre le climat océanique et le climat océanique altéré et est dans la région climatique  Sud-ouest du bassin Parisien, caractérisée par une faible pluviométrie, notamment au printemps (120 à 150 mm) et un hiver froid (3,5 °C). 
Pour la période 1971-2000, la température annuelle moyenne est de 11,1 °C, avec une amplitude thermique annuelle de 15,1 °C. Le cumul annuel moyen de précipitations est de 685 mm, avec 10,9 jours de précipitations en janvier et 8,2 jours en juillet. Pour la période 1991-2020, la température moyenne annuelle observée sur la station météorologique la plus proche, située sur la commune de Bonneuil-en-France à 10 km à vol d'oiseau, est de 12,1 °C et le cumul annuel moyen de précipitations est de 616,3 mm,. Pour l'avenir, les paramètres climatiques de la commune estimés pour 2050 selon différents scénarios d'émission de gaz à effet de serre sont consultables sur un site dédié publié par Météo-France en novembre 2022.

## Urbanisme

### Typologie
Au 1er janvier 2024, Le Mesnil-Aubry est catégorisée bourg rural, selon la nouvelle grille communale de densité à sept niveaux définie par l'Insee en 2022.
Elle est située hors unité urbaine. Par ailleurs la commune fait partie de l'aire d'attraction de Paris, dont elle est une commune de la couronne,. Cette aire regroupe 1 929 communes,.

## Toponymie
Mesnillum Alberici au XVIe siècle, Maisnilum Auberti.
« Mesnil », est un toponyme très répandu en France. À partir de Mansionem, le bas latin a créé un nouveau terme dérivé du mot latin mansionile, diminutif de mansio, demeure, habitation, maison. Le vocable est devenu en français médiéval maisnil, mesnil, « maison avec terrain ». La seconde partie du nom provient de l'anthroponyme Albéric, Albéric Maunourry ayant obtenu en 1150 de l'évêché de Paris la jouissance d'une terre labourable sur le site de l'actuelle commune.

## Histoire
Le territoire de la commune conserve des traces d'occupation dès la période gauloise.
Un village, possession de l'abbaye Saint-Martin-des-Champs, est attesté au XIIIe siècle. Domaine de la Couronne au XVIe siècle, la seigneurie est cédée au connétable Anne de Montmorency en 1554 qui y laissera une profonde empreinte.
Au XIXe siècle, le village vit essentiellement de la culture céréalière.
Jehan Pluyette fut curé du Mesnil-Aubry de 1456 à 1474.

## Politique et administration

### Rattachements administratifs et électoraux
Le Mesnil-Aubry fait partie de la juridiction d’instance de Gonesse (depuis la suppression du tribunal d'instance d'Écouen en février 2008), et de grande instance ainsi que de commerce de Pontoise,.

#### Rattachements administratifs
Antérieurement à la loi du 10 juillet 1964, la commune faisait partie du département de Seine-et-Oise. La réorganisation de la région parisienne en 1964 fit que la commune appartient désormais au département du Val-d'Oise et à son arrondissement de Sarcelles après un transfert administratif effectif au 1er janvier 1968.
Elle faisait partie depuis 1793 du canton d'Écouen de Seine-et-Oise puis du Val-d'Oise. Dans le cadre du redécoupage cantonal de 2014 en France, cette circonscription administrative territoriale a disparu, et le canton n'est plus qu'une circonscription électorale.

#### Rattachements électoraux
Pour les élections départementales, la commune est membre depuis 2014 du canton de Fosses.
Pour l'élection des députés, elle fait partie de la septième circonscription du Val-d'Oise.

### Intercommunalité
Le_Mesnil-Aubry était membre de la communauté d'agglomération Roissy Porte de France, un établissement public de coopération intercommunale (EPCI) à fiscalité propre créé en 1994 et auquel la commune avait transféré un certain nombre de ses compétences, dans les conditions déterminées par le code général des collectivités territoriales.
Dans le cadre de la mise en œuvre de la loi MAPAM du 27 janvier 2014, qui prévoit la généralisation de l'intercommunalité à l'ensemble des communes et la création d'intercommunalités de taille importante, notamment et seconde couronne parisienne, afin d'être capable de dialoguer avec la métropole du Grand Paris créée par cette même loi, cette intercommunalité a fusionné avec sa voisine pour former, le 1er janvier 2016, la communauté d'agglomération Roissy Porte de France dont est désormais membre la commune.

### Liste des maires
| Période                                  | Période                    | Identité                          | Étiquette | Qualité |
| ---------------------------------------- | -------------------------- | --------------------------------- | --------- | ------- |
| Les données manquantes sont à compléter. |                            |                                   |           |         |
|                                          | Avant 1849                 | Pierre Alexandre Victor Billouard |           |         |
| mai 1925                                 |                            | Ad. Bizouard                      |           |         |
| Les données manquantes sont à compléter. |                            |                                   |           |         |
| mars 2001                                | juillet 2020               | Hervé Dezobry,                    |           |         |
| 2020                                     | En cours (au 24 juin 2021) | Martine Bidel                     | SE        |         |

### Politique de développement durable
Un projet de méthaniseur porté par quatre fermes du Val-d’Oise est envisagé vers 2023 sur un site de 3 à 4 ha entre les communes d’Attainville et du Mesnil-Aubry, destiné à produire du biométhane à partir de céréales comme l’orge et le maïs.
Craignant les nuisances de cet équipement, et critiquant le développelent de ces cultures destinées à faire fonctionner le méthaniseur en consommant de l'eau, et sans bénéfice pour les habitants de la commune, non raccordée au gaz de ville, la municipalité s'y oppose en juin  2019, rappelant les nuisances déjà subies par le graffic de la RD 316, l’épandage sur les terres agricoles, les dépôts sauvages du Grand Paris et les couloirs aériens.

## Démographie
L'évolution du nombre d'habitants est connue à travers les recensements de la population effectués dans la commune depuis 1793. Pour les communes de moins de 10 000 habitants, une enquête de recensement portant sur toute la population est réalisée tous les cinq ans, les populations de référence des années intermédiaires étant quant à elles estimées par interpolation ou extrapolation. Pour la commune, le premier recensement exhaustif entrant dans le cadre du nouveau dispositif a été réalisé en 2004.

En 2022, la commune comptait 901 habitants, en évolution de −3,12 % par rapport à 2016 (Val-d'Oise : +4 %, France hors Mayotte : +2,11 %).
| 1793 | 1800 | 1806 | 1821 | 1831 | 1836 | 1841 | 1846 | 1851 |
| ---- | ---- | ---- | ---- | ---- | ---- | ---- | ---- | ---- |
| 651  | 626  | 631  | 621  | 550  | 543  | 513  | 501  | 512  |

| 1856 | 1861 | 1866 | 1872 | 1876 | 1881 | 1886 | 1891 | 1896 |
| ---- | ---- | ---- | ---- | ---- | ---- | ---- | ---- | ---- |
| 424  | 462  | 418  | 376  | 384  | 449  | 446  | 473  | 437  |

| 1901 | 1906 | 1911 | 1921 | 1926 | 1931 | 1936 | 1946 | 1954 |
| ---- | ---- | ---- | ---- | ---- | ---- | ---- | ---- | ---- |
| 463  | 421  | 408  | 449  | 466  | 504  | 490  | 498  | 556  |

| 1962 | 1968 | 1975 | 1982 | 1990 | 1999 | 2004 | 2006 | 2009 |
| ---- | ---- | ---- | ---- | ---- | ---- | ---- | ---- | ---- |
| 511  | 509  | 477  | 500  | 693  | 757  | 924  | 962  | 924  |

| 2014 | 2019 | 2022 | - | - | - | - | - | - |
| ---- | ---- | ---- | - | - | - | - | - | - |
| 927  | 898  | 901  | - | - | - | - | - | - |

## Culture locale et patrimoine

### Lieux et monuments

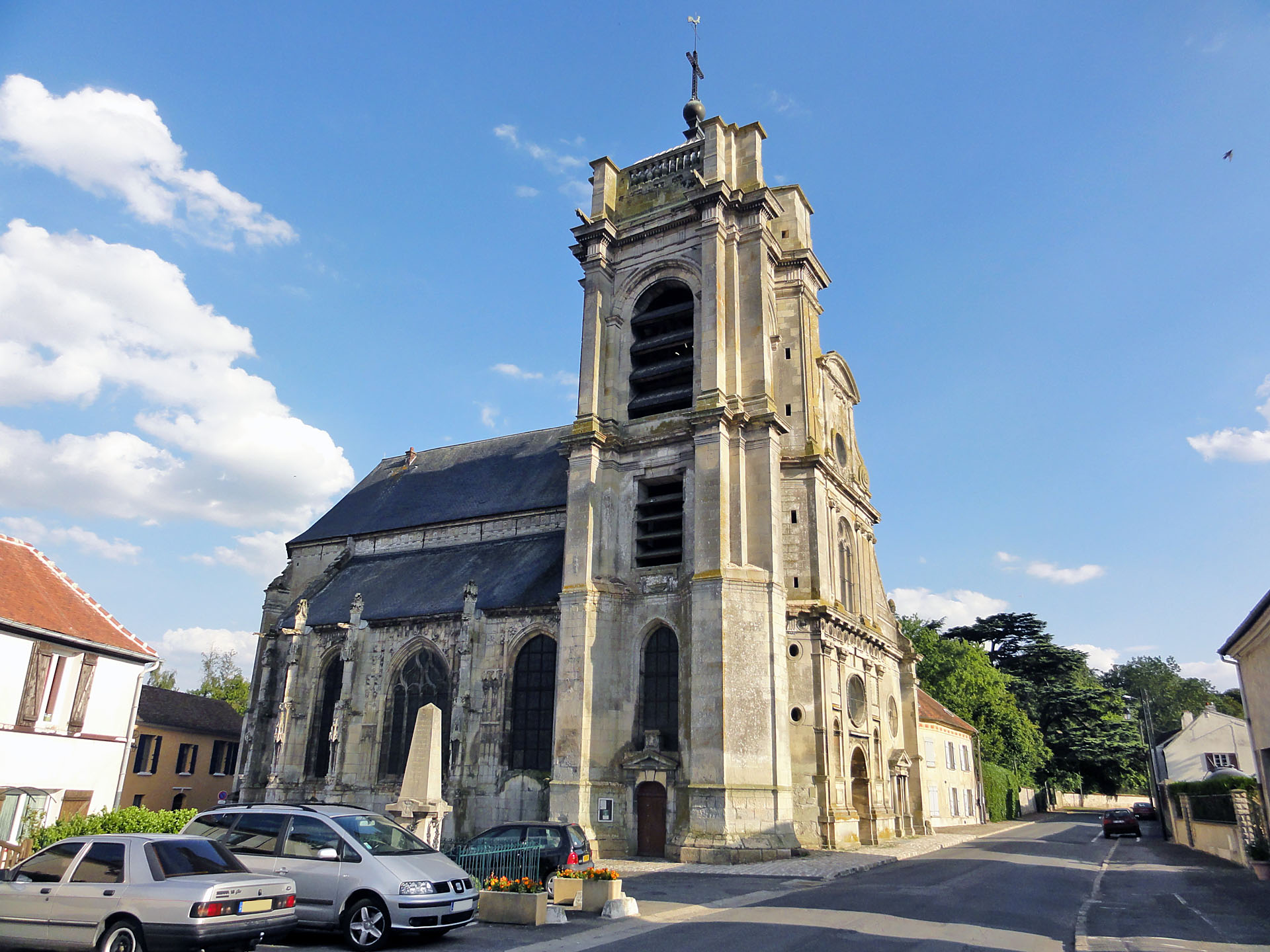
L'église de la Nativité-de-la-Vierge ou Notre-Dame.

Le Mesnil-Aubry compte un monument historique sur son territoire.
- L'église de la Nativité-de-la-Vierge (classée monument historique par liste de 1840[30]) se compose : d'une haute nef aveugle de quatre travées avec deux collatéraux ; d'un chœur polygonal sans collatéraux ; et d'un clocher latéral s'élevant au-dessus de la première travée du collatéral nord.

L'église, de dimensions très généreuses par rapport à la faible importance du village, a été construite au XVIe siècle, en deux campagnes de travaux distinctes : une première phase commencée en 1531, typique de la première Renaissance et encore influencée par le style gothique flamboyant ; puis une seconde phase de 1554 à 1582, commanditée par le connétable Anne de Montmorency.
De ce fait, il n'est pas étonnant que le premier niveau de la façade soit une citation de l'avant-corps central de l'aile nord de son château d'Écouen, principale réalisation Renaissance dans la région. La seconde campagne est attribuée au maître-maçon Nicolas de Saint-Michel : la nef et le bas-côté sud sont couverts de voûtes à liernes et tiercerons, le chœur est voûté en étoile. Le clocher se présente comme une grosse tour carrée massive typique de la seconde Renaissance, élevée à gauche du portail, flanquée de contreforts et couronnée d'une balustrade plus tardive. Le chevet à cinq pans est pourvue de hautes fenêtres en plein cintre, alors que les baies des collatéraux sont encore ogivales. 
À l'intérieur, les voûtes en étoile, sont particulièrement belles avec leurs nervures croisées,,.
Des dalles funéraires datant du XVe  au  XVIIIe siècle sont disposées sur le sol et contre les murs. Parmi le mobilier classé, l'on peut citer une Vierge allaitante de la fin du XIVe siècle, une dalle funéraire gravée datée de 1422 et un banc d'œuvre du XVIIe siècle. Une série de six vitraux du XVIe siècle représentent la Cène, le connétable de Montmorency et ses fils, sa patronne sainte Anne et son épouse Madeleine de Savoie, entourée de ses sept filles.
- La commune compte plusieurs fermes, dont certaines datent au moins en partie, du XVIIe siècle, qui sont faites de brique et de pierre. Pour la plupart d'entre elles, la façade sur rue correspond au logis. Rue des Marronniers se trouve une ferme dans la cour de laquelle a été construit un colombier des XVIIIe et XIXe siècles, et une autre qui présente un four doté d'une haute cheminée en brique datant du XIXe siècle[38].

- La mairie, bâtie en calcaire et enduit de béton, a été construite au XIXe siècle sur un schéma assez simple. Un clocheton a été ajouté ultérieurement sur son toit, à l'aplomb de la travée centrale[38]. Après la déviation de la nationale, les commerces ont périclité. Le seul café restant, le « café de la Mairie », a été construit vers 1900. Son toit présente un croupe arrondie. L'hôtel des postes a quant à lui été bâti vers 1930, en pierre meulière et brique vernissée[39].

### Personnalités liées à la commune
- Jean de La Teillaye, seigneur du Mesnil-Aubry entre 1409 et sa mort.
- Pierre-Mathieu Parein du Mesnil (1755-1831), général des armées de la République, révolutionnaire français, né et mort au Mesnil-Aubry.